# メスタ川
メスタ川（ブルガリア語: Мѐста / Mesta）、あるいはネストス川（ギリシャ語:Νέστος / Nestos）、旧称メスタ・カラス（オスマン語:Mesta Karasu）は、ブルガリアとギリシャを流れる河川である。ブルガリアのリラ山地の源泉から、タソス島近くのギリシャのエーゲ海へと流れている。川は標高の高い源泉から急峻な渓谷を通り、エーゲ海の河口までほぼすべての部分で侵食作用を受けた地形の中を通っている。最終的に、海岸沿いのフリスポリ（Χρυσούπολη / Chrysoupoli）平原へと広がり、真水の湖や池を含むネストス・デルタと呼ばれる三角州を形成している。川の長さは230キロメートルであり、うち126キロメートルはブルガリアを、残りはギリシャを流れている。リラ山脈やピリン山脈から複数の渓流が川に注ぎ込んでいる。メスタ川の最長の支流はドスパト川である。
メスタ川の両岸は落葉樹に覆われており、ギリシャでは川はマケドニアとトラキアの地理的境界線であり、ドラマ県を通過した後はまたカヴァラ県とクサンティ県の県境となっている。その後、川は三角州を形成し、かつては東方向以外には沼沢地、湿地、礁湖があった。ラグーン、砂丘と河畔林が発達している三角州一帯はチドリ類のヨーロッパで最も重要な繁殖地であり、オジロワシの越冬地でもある。1975年にラムサール条約登録地となった。

## 命名
南極大陸、サウス・シェトランド諸島、リヴィングストン島のメスタ峰はこの川にちなんで命名された。

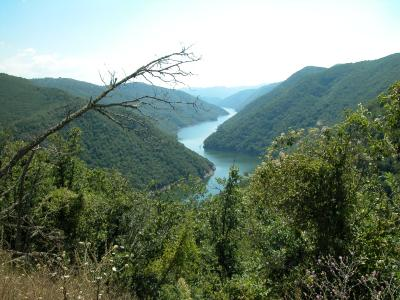
ギリシャ北部を流れるメスタ川